# Справочники-определители географа и путешественника
«Спра́вочники-определи́тели гео́графа и путеше́ственника» — книжная серия, выпускавшаяся редакцией географической литературы издательства «Мысль» (Москва) в 1966—1986 годах.
Книги выходили в тканевом переплёте с бумажной суперобложкой. В каждой книге имеется вклейка с рисунками или фотографиями описанных объектов, также есть чёрно-белые иллюстрации и карты в тексте.
Много лет после выхода в свет книги серии являются авторитетными справочными изданиями.
Выявлено 14 книг серии (одна из книг — в двух томах).

## Список книг серии
- Бородина Н. А., Некрасов В. И., Некрасова Н. С. Деревья и кустарники СССР / Отв. ред. Лапин П. И. — М.: Мысль, 1968. — 637 с. с илл. и карт, 24 л. илл. — 35 000 экз.
- Флинт В. Е., Бёме Р. Л., Костин Ю. В., Кузнецов А. А. Птицы СССР — М.: Мысль, 1968. — 680 с. с илл. и карт, 48 л. илл.
- Лебедев В. Д., Спановская В. Д., Савваитова К. А., Соколов Л. И., Цепкин Е. А. Рыбы СССР / Под ред. Никольского Г. В., Григораша В. А. — М.: Мысль, 1969. — 447 с. с илл. и карт., 12 л. илл. — 70 000 экз.
- Здорик Т. Б., Матиас В. В., Тимофеев И. Н., Фельдман И. Г. Минералы и горные породы СССР / Отв. ред. Гинзбург А. И. — М.: Мысль, 1970. — 439 с. с илл., 24 л. илл., 4 л. табл. — 45 000 экз.
- Флинт В. Е., Чугунов Ю. Д., Смирин В. М. Млекопитающие СССР / Отв. ред. А. Н. Формозов — М.: Мысль, 1970. — 437 с. с илл. и карт, 20 л. илл. — 50 000 экз.
- Горностаев Г. Н. Насекомые СССР — М.: Мысль, 1970. — 372 с. с илл. и карт, 28 л. илл.
- Банников А. Г., Даревский И. С., Рустамов А. К. Земноводные и пресмыкающиеся СССР / Под ред. Банникова А. Г. — М.: Мысль, 1971. — 303 с. с илл. и карт, 16 л. илл. — 55 000 экз.
- Алексеев Ю. Е., Вехов В. Н., Гапочка Г. П., Дундин Ю. К., Павлов В. Н., Тихомиров В. Н., Филин В. Р. Травянистые растения СССР Т. 1. / Отв. ред. Работнов Т. А. — М.: Мысль, 1971. — 487 с. с илл. и карт., 40 л. илл. — 60 000 экз. Травянистые растения СССР Т. 2. / Отв. ред. Работнов Т. А. — М.: Мысль, 1971. — 309 с. с илл., 44 л. илл. — 60 000 экз.
- Губанов И. А., Крылова И. Л., Тихонова В. Л. Дикорастущие полезные растения СССР / Отв. ред. Работнов Т. А. — М.: Мысль, 1976. — 360 с. с илл., 40 л. илл. — 70 000 экз.
- Вехов В. Н., Губанов И. А., Лебедева Г. Ф. Культурные растения СССР / Отв. ред. Работнов Т. А. — М.: Мысль, 1978. — 336 с., 40 л. илл. — 100 000 экз.
- Гарибова Л. В., Дундин Ю. К., Коптяева Т. Ф., Филин В. Р. Водоросли, лишайники и мохообразные СССР / Отв. ред. Горленко М. В. — М.: Мысль, 1978. — 365 с., 28 л. илл. — 80 000 экз.
- Афанасьева Т. В., Василенко В. И., Терешина Т. В., Шеремет Б. В. Почвы СССР / Отв. ред. доктор биолог. наук, проф. Добровольский Г. В. — М.: Мысль, 1979. — 380 с. с илл., 16 л. илл. — 100 000 экз.
- Горленко М. В., Бондарцева М. А., Гарибова Л. В., Сидорова И. И., Сизова Т. П. Грибы СССР / Отв. ред. Горленко М. В. — М.: Мысль, 1980. — 303 с. с илл., 40 л. илл. — 100 000 экз.
- Головкин Б. Н., Китаева Л. А., Немченко Э. П. Декоративные растения СССР — М.: Мысль, 1986. — 320 с. с илл., 48 л. илл. — 100 000 экз.